# ایکچوکوا ازنوا
ایکچوکوا ازنوا (انگلیسی: Ikechukwu Ezenwa؛ زادهٔ ۱۶ اکتبر ۱۹۸۸) بازیکن فوتبال اهل نیجریه است.
از باشگاه‌هایی که در آن بازی کرده‌است می‌توان به تیم ملی فوتبال زیر ۲۳ سال نیجریه و تیم ملی فوتبال نیجریه اشاره کرد.
وی همچنین در تیم‌های ملی فوتبال Nigeria U-20 Nigeria U-23 Nigeria بازی کرده‌است.
وی در مسابقات کشوری و بین‌المللی در مجموع برندهٔ ۱ مدال نقره شده‌است.